# Jersey Road Race 1949
Jersey Road Race 1949 je bila šesta dirka za Veliko nagrado v Sezoni Velikih nagrad 1949. Odvijala se je 28. aprila 1949 v mestu Saint Helier na otoku Jersey.

## Rezultati

### Dirka
| Poz | Dirkač                                     | Moštvo              | Dirkalnik            | Krogi | Čas/Odstop     |
| --- | ------------------------------------------ | ------------------- | -------------------- | ----- | -------------- |
| 1   | Bob Gerard                                 | Privatnik           | ERA B                | 55    | 2:16:58.6      |
| 2   | Emmanuel de Graffenried                    | Privatnik           | Maserati 4CLT        | 55    | 2:18:39.2      |
| 3   | Raymond Mays                               | Privatnik           | ERA D                | 55    | 2:19:25.8      |
| 4   | Princ Bira                                 | Enrico Platé        | Maserati 4CLT        | 54    | +1 krog        |
| 5   | Fred Ashmore                               | Privatnik           | Maserati 4CLT        | 54    | +1 krog        |
| 6   | Luigi Villoresi                            | Scuderia Ambrosiana | Maserati 4CLT        | 54    | +1 krog        |
| 7   | Peter Whitehead                            | Privatnik           | Scuderia Ferrari 125 | 53    | +2 kroga       |
| 8   | David Hampshire                            | Privatnik           | ERA C                | 52    | +3 krogi       |
| 9   | Bob Ansell                                 | Privatnik           | Maserati 4CM         | 52    | +3 krogi       |
| 10  | David Murray                               | Privatnik           | Maserati 4CL         | 50    | +5 krogov      |
| 11  | Brian Shawe-Taylor                         | Privatnik           | ERA B                | 50    | +5 krogov      |
| 12  | Geoffrey Ansell                            | Privatnik           | ERA B                | 50    | +5 krogov      |
| 12  | John Heath                                 | Privatnik           | HWM                  | 50    | +5 krogov      |
| Ods | Kenneth W. Bear                            | Privatnik           | Bugatti T59          |       | Smrtna nesreča |
| Ods | T.A.C.O. Harrison                          | Privatnik           | ERA B/C              |       |                |
| Ods | George Abecassis                           | Privatnik           | Alta                 |       |                |
| Ods | Reg Parnell                                | Privatnik           | Maserati 4CLT        |       |                |
| Ods | F. le Gallais                              | Privatnik           | Talbot               |       |                |
| Ods | Louis Chiron                               | Privatnik           | Talbot               |       |                |
| Ods | Duncan Hamilton Philip Fotheringham-Parker | Privatnik           | Maserati             |       |                |
| Ods | John Bolster                               | Privatnik           | ERA B                |       |                |
| Ods | George Nixon                               | Privatnik           | ERA B                |       |                |
| DNS | Leslie Johnson                             | Privatnik           | ERA E                |       |                |
| DNS | Johnny Claes                               | Privatnik           | Talbot-Lago T26C     |       |                |

- Najboljši štartni položaj: Luigi Villoresi - 2:00:0
- Najhitrejši krog: Luigi Villoresi - 2:08.1